# Petru Nedov
Petru Nedov (n. 25 decembrie 1926, satul Ciișia, județul Cetatea Albă, România, astăzi în raionul Bolgrad, regiunea Odesa, Ucraina – d. 19 februarie 2009) a fost un profesor universitar, doctor habilitat în științe agricole, care a fost ales ca membru de onoare al Academiei de Științe a Moldovei.

## Biografie
Provenit dintr-o familie de etnie bulgară din provincia Basarabia a României, Petru Nedov a urmat câte patru ani de studii la Seminarul Teologic din Ismail și la Liceul Teoretic „Mihai I” din Cetatea Albă. A urmat apoi cursurile Facultății de Biologie a Universității de Stat din Moldova, unde l-a avut ca profesor pe Dimitrie Verderevski (1904-1974), membru corespondent al Academiei de Științe a Moldovei.
În urma unor denunțuri calomnioase, a fost arestat în 1950 și apoi condamnat la 25 ani de detenție, dintre care 7 i-a ispășit în lagărele din Vorkuta. A fost reabilitat în anul 1957 și s-a întors în RSS Moldovenească.
În 1960 a fost angajat la Institutul Moldovenesc de Cercetări Științifice în domeniul Pomiculturii, Viticulturii și Vinificației, îndeplinind pe rând funcțiile de laborant superior, cercetător științific inferior, cercetător științific superior, șef al secției protecția plantelor. A fecetuat cercetări științifice în domeniul imunologiei plantelor și în special a viței de vie. S-a preocupat de stabilirea unor metode de determinare a rezistenței soiurilor viței de vie și protecție a plantelor horticole, având contribuții importante în dezvoltarea fitopatologiei, protecției plantelor și ameliorării viței de vie.
În paralel cu activitatea de cercetare, între anii anii 1978-1994 a predat cursul de Fitopatologia generală, bazele imunității și protecției plantelor la Universitatea de Stat din Moldova. A obținut tilul de doctor habilitat în științe agricole, fiind îndrumător de doctorat în biologie și agricultură. A îndrumat 18 doctori în biologie și agricultură. A fost ales ca membru de onoare al Academiei de Științe a Moldovei.
Este autorul a 240 de lucrări științifice, inclusiv 3 monografii. În urma cercetărilor desfășurate, a patentat 16 brevete de invenție și a devenit coautor a 20 de soiuri noi de viță de vie. Rezultatele sale științifice le-a prezentat la numeroase congrese și simpozioane internaționale (Lisabona, San Francisco, Ialta etc).

## Premii obținute
- Medalia "Meritul civic" (1994)
- titlul de Om emerit (1995)
- Ordinul „Gloria Muncii” (1996)
- Premiul de Stat al Republicii Moldova (2004)